# エンデル・タルヴィング
エンデル・タルヴィング（Endel Tulving、1927年5月26日 - 2023年9月11日）は、エストニア生まれのカナダ人心理学者。人間の記憶についての世界的権威の一人。トロント大学名誉教授。

## 生涯
トロント大学教授を長く務め、トロント大学での記憶研究会（通称「エビングハウス・エンパイア」）を主催することで、記憶の心理学的研究におけるトロント学派を作ってきた。
人間の記憶に、エピソード記憶と呼ばれる特別な記憶があることを提唱し、それが人間らしさを作る特徴であるという記憶理論を展開した。学会での招待講演時に、熊の着ぐるみを登場させ、聴衆は気づいても自分は気づかないふりをして、「このように虚偽の記憶が作られる」という説明をするなど、ユーモア精神にも富んだ人柄でも知られる。
1992年王立協会フェロー選出。2005年にガードナー国際賞を受賞した。